# Prorocze słowo Boże
Prorocze słowo Boże – ogólnoświatowa seria kongresów (dużych spotkań religijnych), zorganizowanych przez Świadków Jehowy w przeszło 150 krajach.
Kongresy rozpoczęły się w maju 1999 roku na półkuli północnej, a zakończyły w grudniu 1999 roku na półkuli południowej.

## Kongresy
Odbyło się około 2000 zgromadzeń w ponad 150 krajach.
- Polska. Zorganizowano 22 kongresy. W każdym z nich program był również tłumaczony na polski język migowy – z wyjątkiem Sosnowca, gdzie program w tym języku przedstawiono tylko w dniach od 2 do 4 lipca oraz od 23 do 25 lipca. Po raz pierwszy kongresy odbyły się w nowo zbudowanym Centrum Kongresowym Świadków Jehowy w Sosnowcu[1].
  - 25–27 czerwca: Łódź, Stadion Startu Łódź; Olsztyn, Stadion OSiR[2]; Sosnowiec, Centrum Kongresowe Świadków Jehowy; Zamość, Stadion OSiR;
  - 2–4 lipca: Gdańsk, Stadion Lechii; Legnica, Stadion Miejski; Sosnowiec, Centrum Kongresowe Świadków Jehowy; Szczecin, Stadion Arkonii;
  - 9–11 lipca: Sosnowiec, Centrum Kongresowe Świadków Jehowy; Starachowice, Stadion Staru; Warszawa, Stadion Legii; Zielona Góra, Stadion MOSiR;
  - 16–18 lipca: Poznań, Stadion Olimpii; Rzeszów, Stadion Stali Rzeszów; Sosnowiec, Centrum Kongresowe Świadków Jehowy; Wrocław, Stadion Olimpijski;
  - 23–25 lipca: Białystok, Stadion Hetmana; Bydgoszcz, Stadion Zawiszy; Koszalin, Stadion Gwardii; Sosnowiec, Centrum Kongresowe Świadków Jehowy;
  - 30 lipca–1 sierpnia: Kalisz, Stadion KS Calisia; Lublin, Stadion Motoru Lublin[3].
- Austria. Zorganizowano 7 kongresów. Program przedstawiono w językach: niemieckim, niemieckim migowym i chorwackim[4].
- Bangladesz. Na kongresie w Dhace, obecnych było 140 osób[5].
- Chorwacja. 23 lipca 1999 roku na kongresie wydano Chrześcijańskie Pisma Greckie w języku chorwackim. Pełne tłumaczenie Biblii w Przekładzie Nowego Świata w tym języku ukazało się w roku 2006[6][7].
- Czechy. Kongresy odbyły się w Pradze, gdzie program przedstawiono w j. czeskim i czeskim migowym oraz został przetłumaczony na język angielski i rosyjski oraz w Ostrawie, gdzie program przedstawiono w języku czeskim i czeskim migowym[8].
- Gujana. Na dwóch kongresach obecnych było 7126 osób. Jeden odbył się w Georgetown, a drugi w Berbice[9].
- Indonezja. Pomimo trwającego jeszcze zakazu działalności, kongres zorganizowano w 8 miastach. W Dżakarcie obecnych było 15 666 osób z całego kraju, a na miejscu kongresu po raz pierwszy można było oficjalnie zorganizować chrzest. Ogłoszono na nim również wydanie Pisma Świętego w Przekładzie Nowego Świata w języku indonezyjskim[10].
- Kanada. Zorganizowano 34 kongresy. Program przedstawiono w językach: angielskim, amerykańskim migowym, arabskim, chińskim, francuskim, greckim, hiszpańskim, polskim, portugalskim i włoskim[11].
- Luksemburg. Zorganizowano 2 kongresy. Program przedstawiono w językach: niemieckim i portugalskim[4].
- Meksyk. W dniach 1–3 lipca 1999 roku po raz pierwszy kongres odbył się na Stadionie Azteków. Przybyło 109 000 osób, a 1727 zostało ochrzczonych. Było to największe zgromadzenie w Meksyku[12]. W całym kraju zorganizowano 190 kongresów, na które w sumie przybyło 1 073 667 osób. Program przedstawiano w języku hiszpańskim, angielskim, maja oraz w meksykańskim języku migowym, natomiast tłumaczono na mazatec, mixe i tzotzil[13].
- Niemcy. Zorganizowano 28 kongresów. Program przedstawiono w językach: niemieckim, niemieckim migowym, angielskim, chorwackim, greckim, hiszpańskim, perskim, polskim, portugalskim, rosyjskim, tureckim i włoskim[4].
- Nikaragua. W dniach od 24 do 26 grudnia 1999 roku na Narodowym Stadionie Baseballowym w Managui zorganizowano kongres ogólnokrajowy, w którym uczestniczyło 28 356 osób, a 784 osoby zostały ochrzczone. Był to do tamtego czasu największy chrzest w dziejach Świadków Jehowy w tym kraju[14].
- Rosja. Pomimo trudności, w sierpniu 1999 roku udało się zorganizować kongres w Moskwie. W drugi dzień kongresu, w sobotę po południu otrzymano informację, że na stadionie została podłożona bomba. Podjęto decyzję o ewakuacji. Pomimo tego w niedzielę ponad 15 100 uczestników tego zgromadzenia, na którym ochrzczono 600 osób, powróciło, żeby wysłuchać pozostałej części programu[15][16].
- Serbia. 23 lipca 1999 roku na kongresie w Belgradzie ogłoszono wydanie „Chrześcijańskich Pism Greckich w Przekładzie Nowego Świata” w języku serbskim. Pełny przekład Biblii w „Przekładzie Nowego Świata” w języku serbskim, zapisywany zarówno grażdanką, jak i alfabetem łacińskim, ukazał się w roku 2006[6][7].
- Stany Zjednoczone. W 71 miastach zorganizowano 201 kongresów. Program przedstawiono w językach: angielskim, amerykańskim migowym, francuskim, greckim, hiszpańskim, japońskim, koreańskim, portugalskim, tagalskim, wietnamskim i włoskim[17][18][11]. 2 lipca 1999 roku w czasie wygłaszania końcowego przemówienia podczas kongresu na Hawajach zmarł William Lloyd Barry, członek Ciała Kierowniczego Świadków Jehowy[19][20].
- Szwajcaria. Zorganizowano 4 kongresy. Program przedstawiono w językach: niemieckim, niemieckim migowym, angielskim, francuskim, francuskim migowym, hiszpańskim, portugalskim, serbsko-chorwackim i włoskim[4].
- Wielka Brytania. Zorganizowano 18 kongresów. Program przedstawiono w językach: angielskim, francuskim, greckim, hiszpańskim, pendżabskim i włoskim[11].

## Ważne punkty programu
Program miał na celu przypomnieć, że „dzięki Słowu Bożemu, Biblii Świętej, prawdziwi chrześcijanie patrzą w przyszłość z wiarą, nadzieją i optymizmem. Ponieważ utrzymują więź z Jehową Bogiem, czują się bezpiecznie i ufnie wyglądają jutra”. Zachęcił też do dalszego pilnego studiowania proroctw biblijnych. Program miał utwierdzić w przekonaniu, że wszystkie niezrealizowane jeszcze obietnice Boże się urzeczywistnią oraz pobudzić do bezustannego głoszenia innym proroczego słowa Bożego.
Zdaniem organizatorów, Ciała Kierowniczego Świadków Jehowy, myśl przewodnia każdego dnia stanowiła oddzielny śródtytuł: „Chodźmy w świetle Słowa Bożego” (piątek), „Co wyjawiają prorocze Pisma” (sobota), „Prorocze słowo Boże nigdy nie zawodzi” (niedziela).
- Dramat biblijny (przedstawienie kostiumowe): Ceńmy nasze dziedzictwo duchowe (wydany potem w formie słuchowiska)[25].
- Wykład publiczny: Bóg uczynił wszystko nowe – zgodnie z obietnicą[26].